# Michael Jeter
Michael Jeter, ameriški igralec, * 26. avgust 1952, Lawrenceburg, Tennessee, Združene države Amerike, † 30. marec 2003, Los Angeles.
Študiral je medicino v Memphisu, a se je med študijem preusmeril v igralstvo. Nastopil je v več gledaliških predstavah, nato pa se je preselil v Baltimore. Za svojo prvo broadwaysko vlogo je leta 1990 prejel nagrado Tony. Največkrat je igral čudaške, domišljave ali strahopetne like, kot na primer v filmih Strah in groza v Las Vegasu, Kraljevi ribič idr. Za vlogo v komični seriji Evening Shade je leta 1992 prejel emmyja.
Jeter je bil odkrit homoseksualec, njegov partner je bil Sean Blue. Zaradi težav z odvisnostjo od alkohola in mamil je za kratek čas prekinil z igralsko kariero. Leta 1997 je izvedel da je HIV-pozitiven. Umrl je zaradi epileptičnega napada leta 2003 v Los Angelesu.